# Gloria Mayo
Gloria Guadalupe Gutiérrez López (Ciudad de México, 30 de julio de 1952), conocida como Gloria Mayo, es una actriz, exmodelo y productora mexicana.
Representó a México en Miss Mundo 1972, donde quedó en el top 15 de la competición.
En el medio artístico, produjo el programa Qué payasos! (Rock para niños y no tan niños) de Televisa. Ha estado incluida en numerosas obras de teatro, entre ellas, la adaptación mexicana de Cabaret.

## Carrera profesional
Gutiérrez López nació en la Ciudad de México el 30 de julio de 1952. Estudió Hotelería y Relaciones Públicas.
Sus inicios en el modelaje, se remontan al concurso Señorita México de 1972, ya que al quedar en segundo lugar del certamen, logra participar en el Miss Mundo 1972, donde fue la primera mexicana en ser semifinalista, quedando en el top 15. Desde entonces, ha participado en varios comerciales, campañas y un sinnúmero de publicidades para distintas empresas.
Ha sido directora de algunas empresas cinematográficas mexicanas. Ha trabajado para segmentos del programa Sábado gigante, y también forma parte de La Academia de este mismo. En 2006 organizó en Miami el seminario Ser Mejor Ser impartido por Margarita Blanco prestigiada psicóloga de México. En 2007 se entrega el reconocimiento Mex i Can a prestigiados mexicanos que viven en Miami. En 2008 convoca y organiza el reconocimiento Mex I Can Award a Elba Hentchel directora de la Cámara de Comercio México/Miami. También fue coordinadora suplente de la Comisión de Difusión y medios del CCIME de 2008 a 2011.  En su carrera en televisión, ha participado en numerosas telenovelas como Angélica, El maleficio, Extraños caminos del amor, El talismán, entre otras. 
Presidenta y fundadora de Mex I Can Foundation. Además, fue coordinadora suplente de la Comisión de difusión y medios del CCIME, y miembro fundadora de PROMEF. Es exesposa del compositor y arreglista, Kiko Campos y es madre de la también actriz Gloria Aura y de Elías Campos.

## Filmografía

### Televisión
- Gloria Trevi: ellas soy yo (2023) como Gloria Ruiz de Treviño[5]
- Esta historia me suena (2023)[6]
- Mariposa de barrio (2017) como Elvira Reyna
- La rosa de Guadalupe (2016) como Doña Ana (capítulo: "Multimillonario de amor")
- Tierra de reyes (2014-2015) como Juana Ramírez vda. de Crespo
- Los secretos de Lucía (2013) como Emma Landa de Cabello
- El talismán (2012) como Patricia "Paty" Aceves
- Decisiones (2006) como Hilda (capítulo: "El color del amor")
- Mi vida eres tú (2006) como Rebeca Solís
- Angélica (1985) como Carmen
- El maleficio (1983) como Eva con Meyer
- Extraños caminos del amor (1981) como Sofía
- Juventud (1980) como Sofía
- Lo imperdonable (1975) como Nelly Farca

### Cine
- Vampiro, guerrero de la noche (1993) como Rosy
- Luchadores de las estrellas (1992)
- Ambiciones que matan (1991) como Amanda
- El mil usos II (1984) como Nuria
- El sátiro (1980) como Miriam
- El miedo no anda en burro (1976) como Laura
- Tiempo y destiempo (1976)
- El Santo vs. las lobas (1976) como Adriana
- Espejismo de la ciudad (1976) es como Irma "La Tuercas"
- La loca de los milagros (1975) como Diana
- Presagio (1975) como Iría
- Conserje en condominio (1974)
- Morirás con el sol (1973) como Mérida

### Teatro
- Cabaret

## Productora
- La hora de los chavos (1997)
- Vampiro, guerrero de la noche (1993)
- Luchadores de las estrellas (1992)
- Qué payasos! (1990)

## Fundaciones
Directora y fundadora de empresas como,
- Arak Films
- Syncro Sound
- Paraíso Producciones
- Chavos Producciones
- Mayo y Aura Producciones